# Ribbelrugbodemwants
De ribbelrugbodemwants (Tropidophlebia costalis) is een wants uit de onderfamilie Oxycarininae van de familie bodemwantsen (Lygaeidae).

## Uiterlijk
Deze zeer kleine bodemwantsen zijn 1,9 – 2,5 mm lang. De kop, het halsschild (pronotum) en het schildje (scutellum) zijn zwart van kleur en wit behaard. De voorvleugels zijn donkerbruin met witte ribbels. De antennes zijn lichtbruin, de dijen zijn zwart, terwijl het overige deel van de poten lichtbruin is.

## Verspreiding en habitat
Het is een oostelijke soort uit Siberië en Mongolië, die door Oost-Europa tot in Centraal-Europa en het oostelijke deel van Zuid-Europa is verspreid. Er zijn geïsoleerde vindplaatsen in Frankrijk en in Nederland. De wantsen worden gevonden in droge warme leefgebieden met een zandbodem zoals de duinen.

## Leefwijze
Hij leeft op de bodem en wordt dan aangetroffen onder Cladonia. Er wordt blijkbaar op de zaden gezogen, die daar te vinden zijn. Een binding met een bepaalde voedselplant is tot nu toe niet vastgesteld. struikhei (Calluna vulgaris), wilde averuit (Artemisia campestris) en tijm (Thymus) worden genoemd als planten waaronderde ribbelrugwants is gevonden. Of korstmossen of mossen een rol spelen in de voeding is ook niet bewezen. Blijkbaar overwinteren zowel de imago’s als de nimfen. Paring vindt plaats in mei en juni.